# Audrey (film 1916)
Audrey è un film muto del 1916 diretto da Robert G. Vignola. La sceneggiatura si basa sull'omonimo romanzo di Mary Johnston, pubblicato a Boston nel 1902.

## Trama
In India, da ragazzina, Audrey è rimasta orfana ed è stata adottata da Marmaduke Haward, un giovane inglese che la riporta in patria, affidandola a Gideon Darden, un pastore, e a sua moglie. Ma la coppia di anziani coniugi allevano senza affetto la ragazza. Audrey cresce sola e senza amici, ignara di possedere fascino e bellezza. Così, innocentemente, si trova oggetto dell'ammirazione troppo interessata di Jean Hugon, un cacciatore.
Ormai donna, Audrey incontra nuovamente Haward che, nel frattempo, ha ereditato il titolo di lord. L'uomo si sente attratto dalla ragazza, provocando la gelosia della sua fidanzata, lady Evelyn. Il fratello di quest'ultima insulta Audrey e Haward lo sfida a duello. La relazione tra Audrey e il suo tutore scandalizza la città. La domenica, il pastore accusa la ragazza durante la predica e Audrey è costretta ad andarsene. Lord Haward capisce di amare veramente la sua pupilla e, superando gli ostracismi della società, ritrova Audrey per chiederle di sposarlo.

## Produzione
Il film fu prodotto dalla Famous Players Film Company. Venne girato in gran parte a Jacksonville, in Florida.

## Distribuzione
Il copyright del film, richiesto dalla Famous Players Film Co., fu registrato il 17 marzo 1916 con il numero LU7840.

Distribuito dalla Paramount Pictures, il film uscì nelle sale cinematografiche degli Stati Uniti il 26 o il 27 marzo 1916.
Non si conoscono copie ancora esistenti della pellicola che viene considerata presumibilmente perduta.